# جون د. كيندال
جون د. كيندال (بالإنجليزية: John D. Kendall)‏ هو معلم موسيقى أمريكي، ولد في 30 أغسطس 1917، وتوفي في 6 يناير 2011.